# Gli ultimi Stipančić
Gli ultimi Stipančić (croato: Posljednji Stipančići) è un romanzo del realismo croato, scritto da Vjenceslav Novak e pubblicato nel 1899.
L'opera narra la graduale decadenza di una famiglia patrizia croata, gli Stipančić.  Le vicende si svolgono a Segna nella prima metà dell'Ottocento.

## I protagonisti
Ante: padre di famiglia, rigido e incomprensivo. Tutte le sue attenzioni sono rivolte al figlio, dal quale si aspetta grandi cose.
Valpurga: moglie sottomessa, madre amorevole.
Juraj: il figlio, prodigo e amorale.
Lucija: la figlia; arde dalla voglia di vivere, ma viene repressa dall'ambiente sociale e dall'educazione paterna.